# Voleurs de chevaux
Voleurs de chevaux è un film del 2007 diretto da Micha Wald.
Il film è stato presentato al Festival di Cannes 2007, come parte della Settimana internazionale della critica il 19 maggio 2007 ed è stato distribuito in Belgio il 22 agosto dello stesso anno.
Il film è stato presentato anche al Cinema. Festa internazionale di Roma 2007 nella sezione "Extra - New Cinema Network".

## Trama
Nel 1810 due fratelli, il diciannovenne Jakub e il diciottenne Vladimir, per fuggire ad una vita di povertà entrano nel corpo dei Cosacchi. In seguito Vladimir viene ucciso da alcuni ladri di cavalli, i quali rubano anche il cavallo di Jakub. Per tale ragione Jakub viene cacciato dalla sua compagnia di cosacchi e decide di mettersi sulle tracce di Elias e Roman, gli assassini del fratello, per vendicarsi.

## Candidature
- 2007 - Festival di Cannes
  - Candidato al Gran Premio della Settimana internazionale della critica
  - Candidato alla Golden Camera
- 2008 - Palm Springs International Film Festival
  - Candidato al New Voices/New Visions Grand Jury Prize